# Prilesje, Lukovica
Prilesje este o localitate din comuna Lukovica, Slovenia, cu o populație de 15 locuitori.